# Décès en 866
Décès
- 862
- 863
- 864
- 865
- 866
- 867
- 868
- 869
- 870

Cette page dresse une liste de personnalités mortes au cours de l'année 866 :
- 25 janvier : Al-Musta`in, douzième calife abbasside[1].
- 12 mars : Liudolf de Saxe, duc de Saxe[2].
- 21 avril : Bardas, coempereur de Byzance[1].
- 27 mai : Ordoño Ier des Asturies[3], roi des Asturies.
- juin : Raoul de Bourges, archevêque de Bourges.
- 16 juillet : Irmengarde de Chiemsee, première abbesse de Frauenchiemsee.
- 15 septembre (bataille de Brissarthe) :
  - Robert IV le Fort, marquis de Neustrie, ancêtre de la dynastie capétienne.
  - Ramnulf Ier, comte de Poitiers, duc d'Aquitaine.
- 29 septembre : Charles l'Enfant, roi d'Aquitaine.

- Émenon de Poitiers, comte de Poitiers, de Périgueux et d'Angoulême.
- Évrard de Frioul, marquis de Frioul.

## Crédit d'auteurs
- Cet article est partiellement ou en totalité issu de l'article intitulé « 866 » (voir la liste des auteurs).